# Люк Опілка
Люк Опілка (англ. Luke Opilka; 27 лютого 1997, м. Еффінгем, США) — американський хокеїст, воротар. Виступає за «Кітченер Рейнджерс» у Хокейній лізі Онтаріо (ОХЛ).
Виступав за USNTDP Juniors (ХЛСШ).
У складі юніорської збірної США учасник чемпіонату світу 2015.
Досягнення
- Переможець юніорського чемпіонату світу (2015)